# 冀朝理
冀朝理（1927年4月5日—2010年10月16日）是一位美国华人演员。

## 生平
1927年出生于山西， 1939年随父母前往美国定居。先后毕业于圣约翰学院 (安纳波利斯/圣达菲)，纽约大学和新学院。之后从事演艺行业，在《妖魔大闹唐人街》和《喜福会》均有出演配角。
2010年10月16日在美国加利福尼亚州逝世，享年83岁。

## 家庭
父亲是法学家冀贡泉，同父异母哥哥是经济学家冀朝鼎，弟弟是外交官冀朝铸。